# 1973年臺灣
|        | 臺灣歷史 \| 台灣歷史年表 |
| 世纪： | 19世纪臺灣 \| 20世纪臺灣 \| 21世纪臺灣 |
| 年代： | 1940年代臺灣 \| 1950年代臺灣 \| 1960年代臺灣 \| 1970年代臺灣 \| 1980年代臺灣 \| 1990年代臺灣 \| 2000年代臺灣                                           |
| 年份： | 1968年臺灣 \| 1969年臺灣 \| 1970年臺灣 \| 1971年臺灣 \| 1972年臺灣 \| 1973年臺灣 \| 1974年臺灣 \| 1975年臺灣 \| 1976年臺灣 \| 1977年臺灣 \| 1978年臺灣 |
| 纪年： | 癸丑年（牛年）、中華民國62年 |

## 政府

### 國家正副元首

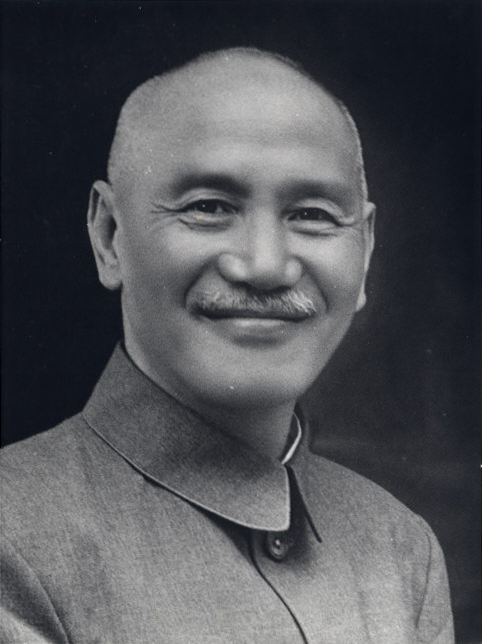
總統：蔣中正
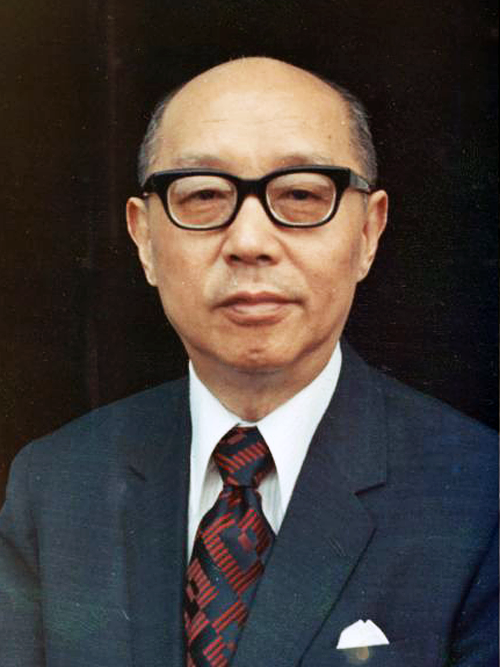
副總統：嚴家淦

### 五院首長

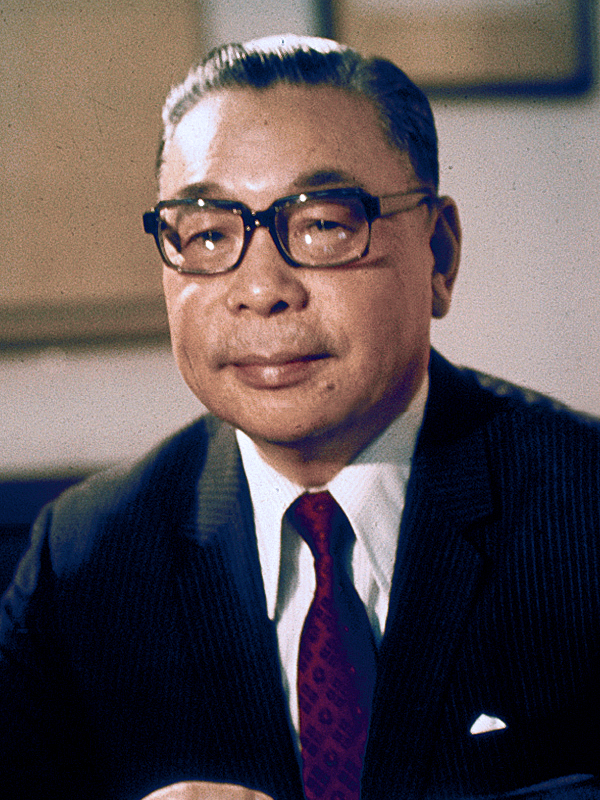
行政院院長：蔣經國
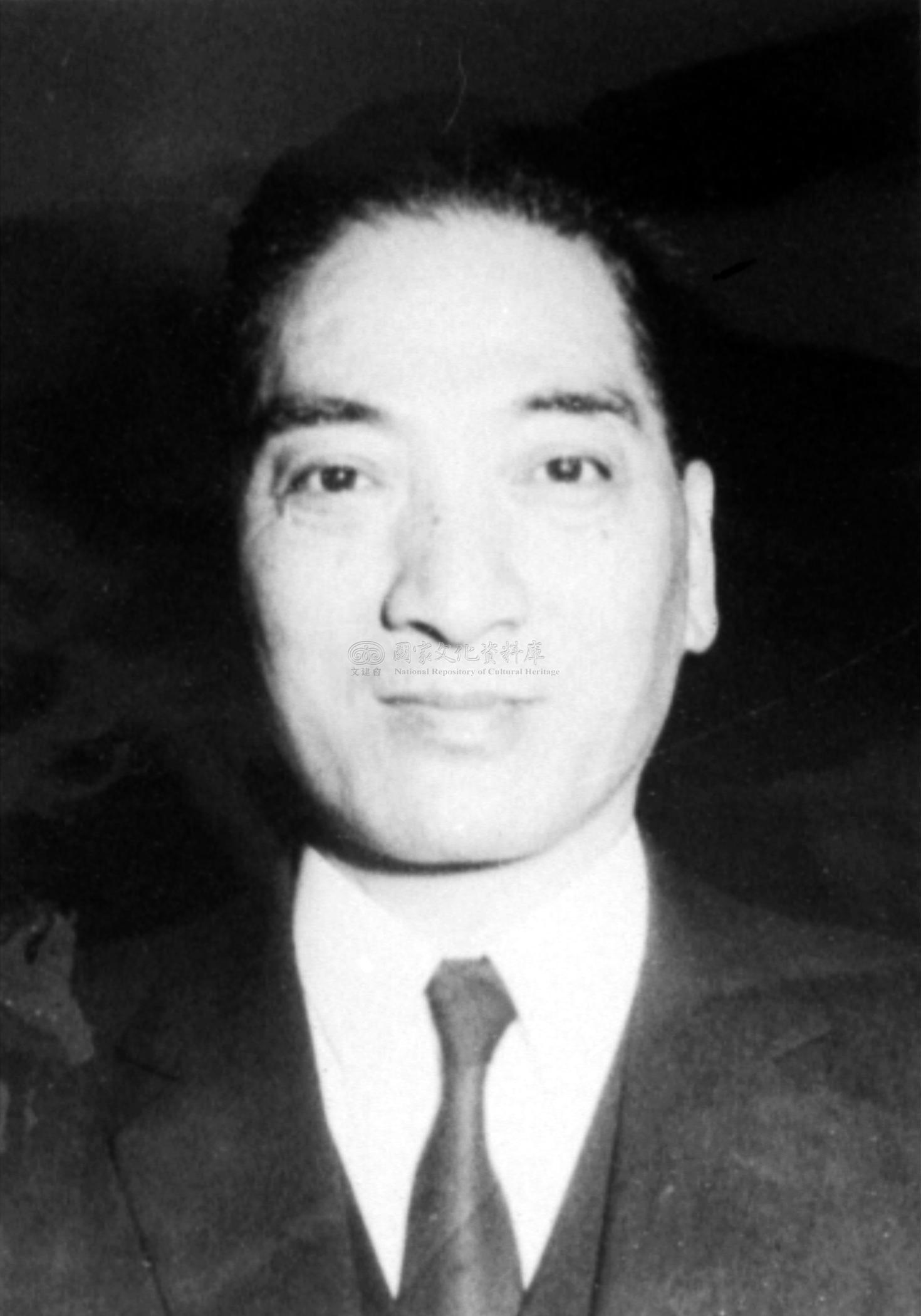
立法院院長：倪文亞
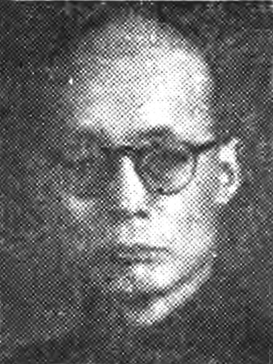
司法院院長：田炯錦
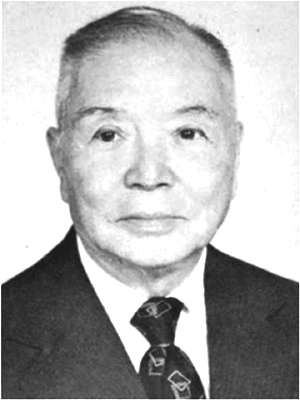
考試院院長：楊亮功
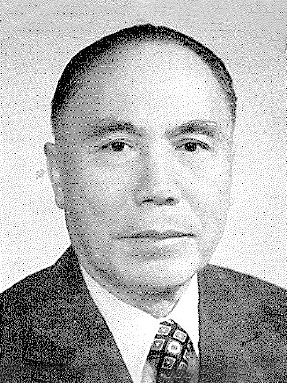
監察院院長：余俊賢

### 省政府主席

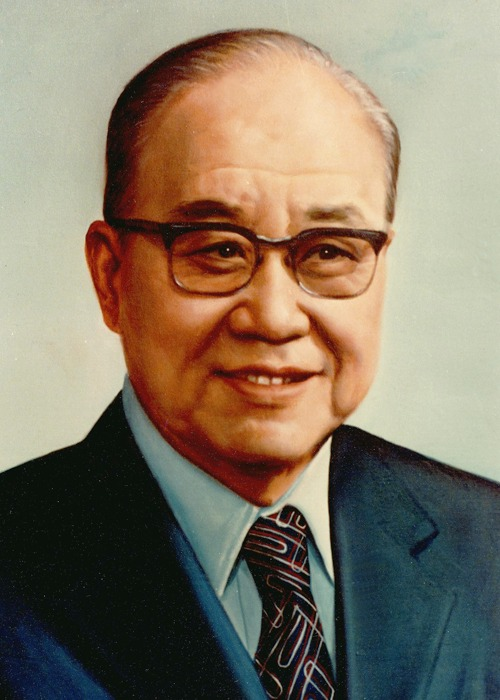
臺灣省政府主席：謝東閔
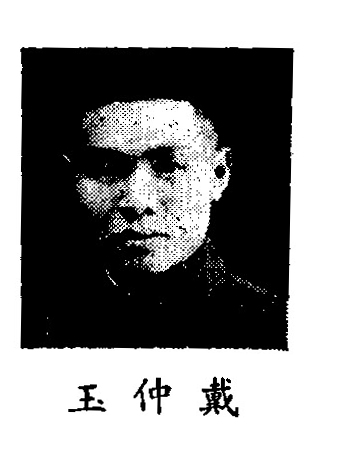
福建省政府主席：戴仲玉

### 成員變動

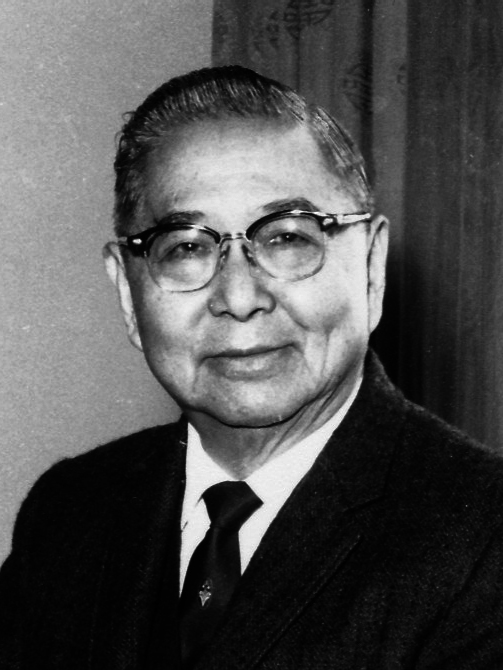
考試院院長：孫科（逝世）
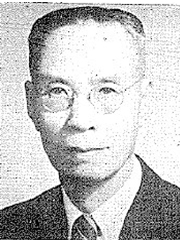
監察院院長：張維翰（代理結束）

## 大事記

### 1月
- 1月19日：中華民國與達荷美（今貝南）第二次斷交。
- 1月30日：中華民國與薩伊（今剛果民主共和國）斷交。

### 3月
- 3月10日：中華民國與西班牙斷交。

### 4月
- 4月1日：臺灣省政府成立「台灣自來水公司籌備處」。
- 4月：關閉駐西班牙大使館。
- 4月12日：越南共和國總統阮文紹訪問台灣。[1]

### 5月
- 5月11日：彰化縣二水鄉境內的海豐平交道在凌晨4點23分發生邊撞事故[2]:183。第63次南下平快車要進入二水站東副正線「第三股道」時，北上第1892次貨櫃列車也正駛進東主正線「第二股道」，兩車在海豐平交道第13號道岔上發生邊撞[2]:183。平快車第二節車廂被撞破、第三節車廂翻覆，貨櫃列車機車則是五軸出軌、貨運裝運平車一輛出軌[2]:183。這次事故造成平快車旅客12人罹難，25人重傷[2]:183。經搶救搶修後，於當天下午3點恢復通車[2]:183。

### 7月
- 7月20日：副總統嚴家淦接受美國大使馬康衛贈送月球岩石。
- 7月21日：中華民國聯勤總部成立飛駝足球隊。

### 8月
- 8月：於西班牙首都馬德里設立具大使館性質的駐西班牙孫中山中心。

### 9月
- 9月1日：內政部警政署刑事警察局成立，首任局長為酈俊厚，並兼掌臺灣省刑事警察大隊業務，各縣市警察局（所）刑警隊與刑事課同時合併為刑警隊。
- 9月3日：該日清晨，一艘由旗津開往前鎮的民營渡輪「高中六號」，在航行途中因超載加上機械故障而翻覆沉沒，造成25名乘客罹難，後合葬為二十五淑女墓。

### 11月

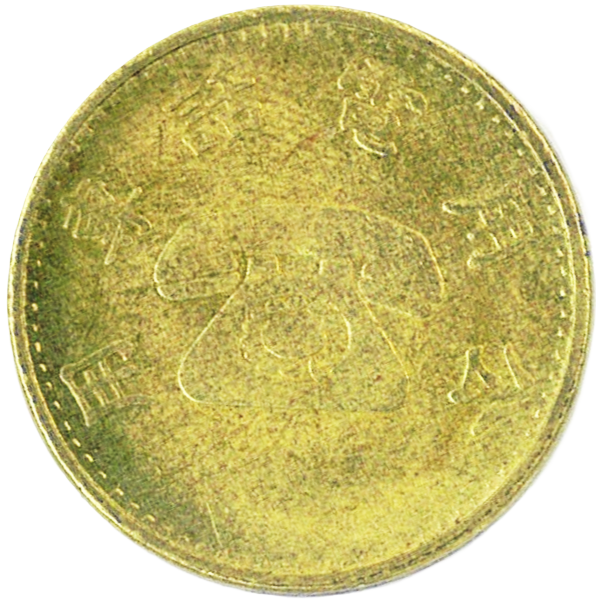
公用電話專用代幣

- 11月1日：因鎳價上漲導致壹圓鎳幣短缺，發行公用電話專用代幣。
- 11月24日：彰化縣二水鄉的海豐平交道於凌晨發生列車擦撞事故[2]:183。第622次貨物列車在二水車站北端調車時，與南下第63次平快車發生擦撞[2]:183。這次事故造成旅客2人重傷、7人輕傷，並有兩節機車與三節貨車出軌[2]:183。

### 12月
- 12月25日：北迴鐵路興建工程分於南聖湖（今蘇澳新站）與北埔動工[3]。

## 出生
参见： 1973年出生
- 1月2日——石怡潔：新聞主播。
- 1月6日——劉大強：造型設計師。
- 1月17日——林淑芬，政治人物。現任立法委員。
- 1月23日——滕西華：社工。
- 1月24日——
  - 洪浩人：棒球選手。
  - 李台英：籃球教練。
- 2月1日——盛鑑：演員。
- 2月3日——
  - 鄭仲茵：演員。
  - 陳建騏：作曲家、鍵盤手。
- 2月5日——戴士堯：演員。
- 2月7日——陳怡安：跆拳道選手。
- 2月8日——馬念先：歌手、演員、主持人，是糯米糰主唱。
- 2月16日——李文斌：政治人物，現任苗栗縣議會議長。
- 2月21日——李聖傑：歌手。
- 2月22日——謝玉娟：籃球教練。
- 2月23日——陳怡真：演員，是陳怡筠之姊。
- 3月4日——虞音蓓：國文科教師，是2019年獲選新北市優良教師之一。
- 3月8日——趙天麟：政治人物。
- 3月12日——黃晴：新聞主播。
- 3月24日——李天怡：新聞主播。
- 3月25日——林明昇：企業家，是林孝信長子。
- 3月28日——丁建均：教授。
- 4月8日——林暐：電影製片人，是移居美國的台灣企業家。
- 4月20日——
  - 趙之璧：歌手、電台DJ。
  - 黃文成：足球運動員。
- 4月21日——
  - 冉天豪：編曲家。
  - 丘旺蒼：音樂製作人。
- 4月26日——陳冠霖：歌手、演員。
- 4月27日——許晉哲：籃球教練。
- 5月1日——阮光民：漫畫家。
- 5月3日——
  - 王裕德：教育工作者，現任后綜高中校長。
  - 李坤城：政治人物。
- 5月7日——錢韋杉：演員、模特兒，是錢一飛之女。
- 5月8日——陶武訓：田徑運動員。
- 5月12日——施宣輝：企業家，是施振榮長子。
- 5月26日——薇薇安：占星學家。
- 5月30日——黃裕登：棒球選手，現被終身禁賽。
- 5月31日——何志威：配音員。
- 6月2日——鄭運鵬：政治人物。
- 6月12日——陳銘章：導演。
- 6月13日——黃嘉千：歌手、演員、主持人。
- 6月14日——蔡適應：政治人物。
- 6月20日——
  - 吳立琪：演員。
  - 黃世聰：財經評論家。
- 6月25日——楊淇：演員。
- 6月27日——何博文：政治人物、記者。
- 7月2日——陳儀君：政治人物。
- 7月14日——楊宜峰：籃球教練。
- 7月20日——劉濟民：演員。
- 7月23日——蔣友松：投資家，是蔣孝武之子蔣經國之孫。
- 8月3日——
  - 江宜汾：新聞主播。
  - 王淺秋：幕僚、記者、主持人，曾任高雄市政府新聞局局長、韓國瑜競選辦公室發言人。
- 8月5日——黃俊郎：作詞家。
- 8月19日——
  - 黃國昌，律師、民事訴訟法學者、政治人物。曾任中研院研究員、教授、時代力量黨主席、第九屆立法委員。
  - 楊振興：足球守門員。
- 8月20日——倪子鈞：歌手、演員、主持人，是咻比嘟嘩成員之一。
- 8月22日——林孟令：政治人物，是林士昌之子。
- 8月30日——彭愛佳：新聞主播，是林益世之妻。
- 9月10日——高翊峰：編劇、小說家、主持人。
- 9月13日——
  - 傅天余：導演、編劇。
  - 陳連宏：棒球教練，是陳金鋒之兄。
- 9月16日——黃馨萱：相聲。
- 9月20日——姚木川：金融家。
- 9月21日——劉明昆：漫畫家。
- 9月23日——于正昌：配音員。
- 9月30日——
  - 陳熙鋒：歌手、演員，是陳宇風之弟。
  - 陳宇風：歌手、演員，是陳熙鋒之兄、葉家妤之夫。
  - 李明賢：政治人物、記者。
- 10月3日——
  - 王昱婷：政治人物。
  - 邱烽堯：政治人物。
- 10月4日——吳皓昇：演員。
- 10月5日——陳文賓，棒球選手。
- 10月6日——于立成：歌手，是山風點伙成員之一。
- 10月10日——
  - 黃婕菲：演員。
  - 林楚茵：政治人物、新聞主播。
- 10月11日——金城武：歌手、演員、模特兒。
- 10月12日——蕭苑瑜：政治人物。
- 10月13日——吳聲武：棒球捕手。
- 10月19日——王思婷：網球教練。
- 10月26日——陳信聰：記者、主持人。
- 10月29日——陳玉珍：政治人物。
- 11月2日——姚敏敏：配音員。
- 11月4日——王燦：演員。
- 11月5日——
  - 凌宗湧：花藝家。
  - 劉俊峰：諧星、演員、主持人。
  - 高建三：棒球教練。
- 11月13日——陳國華：音樂製作人。
- 11月14日——常聖傳：新聞主播。
- 11月15日——
  - 賴瑞隆：政治人物。
  - 黃敬平：政治人物。
- 11月18日——謝哲青：主持人、旅行家、作家。
- 12月5日——周永鴻：政治人物。
- 12月7日——呂俊雄：棒球選手。
- 12月9日——
  - 林曉培：歌手、演員。
  - 兵家綺：演員、空服員。
- 12月12日——謝亞芳：新聞主播、空服員，2000年後遠赴香港鳳凰衛視擔任主播。
- 12月13日——邱彥翔：演員、通告藝人。
- 12月15日——
  - 古勝吉：棒球選手，現被終身禁賽。
  - 劉曉玫：政治人物。
- 12月18日——何欣純，政治人物。現任立法委員。
- 12月27日——葉丙成：教授。
- 12月30日——陳瑞昌，棒球選手

## 逝世
- 3月10日——李彌，雲南騰衝人，中華民國陸軍中將，為泰北孤軍的早期領導者。
- 3月28日——林熊祥，仕紳、詩人。出身板橋林家，曾任臺灣省通志館顧委會委員，臺灣省文獻委員會委員兼總纂。（1896年出生）
- 8月22日——陳大慶，中華民國陸軍一級上將，曾任台灣省主席、國防部長等職。（1904年出生）
- 9月13日——孫科，政治人物，孫文長子。
- 10月12日——溫勇男，臺灣首位入祀中華民國忠烈祠的郵務人員。（1941年出生）